# Pascal Rambert
Pascal Rambert (Niza, 1962) es un dramaturgo, director de escena, director teatral y coreógrafo francés. En 2016 recibió el Premio de Teatro de la Academia Francesa por el conjunto de su obra.

## Formación
Sus primeros textos los empezó a publicar a los dieciséis años, en las revistas Doc(k)s (dirigida por el poeta Julien Blaine) y en Poésie d’Ici. Se mostró cercano a los postulados del movimiento Fluxus y conoció al artista Ben. En 1980 fundó su primer grupo de teatro, con el que puso en escena obras como Arlequin poli par l'amour de Marivaux (1980) o La Marcolfa de Dario Fo (1981). En esas fechas hizo estudios de Filosofía con Clément Rosset y conoció a Jean-Pierre Vincent, Claude Régy y Antoine Vitez.
En 1982 fundó su segundo grupo de teatro, al que llamó side one / posthume théâtre, con el que montó Léonce et Léna de Georg Büchner en el Nouveau Théâtre de Nize. Este espectáculo se representó en el Teatro de la Bastilla de París.
Durante el primer semestre de 1983 fue alumno de Antoine Vitez en el Ouvroir de théâtre del Teatro Nacional de Chaillot.

## Primeros estrenos propios
En 1984 escribió y puso en escena su primera obra teatral, Désir (Deseo), cuya duración superaba las cuatro horas. También montó Les Lits I en el Nouveau Théâtre de Niza.
Con ocasión del Printemps du Théâtre, escribió y puso en escena Météorologies en el Espace Cardin (1985) y recibió el premio especial USA.
En 1987 escribió y puso en escena Allez hop!, estrenada en el Circo Teatro de Elbeuf durante el Festival de Verano del Seine-Maritime; se representó después en París (en el teatro Ménagerie de verre), Marsella (Théâtre des Bernardines), Lille (Théâtre de la Salamandre), Bruselas (Théâtre 140) y en el teatro de Cavaillon. Ese mismo año, Rambert fue becado por el Centro Nacional de las Letras y tuvo una residencia en la cartuja de Villeneuve-lès-Avignon, donde escribió y puso en escena Le Réveil, repuesta en el Théâtre Paris-Villette y llevada en gira por les Amis du Théâtre Populaire (A.T.P).
En 1988 escribió y puso en escena 3+2+1, primero en la Ópera de Lille y después en el teatro del Ateneo Louis Jouvet de París. Ese mismo año se editó en Actes Sud-Papiers su obra Réveil.
En 1989 escribió y puso en escena en el XLIIII Festival de Aviñón la obra Les Parisiens ou l’Été de la mémoire des abeilles, después repreesntada en el Théâtre de la Commune de Aubervilliers. Esta obra se publicó en Actes Sud-Papiers.
Viajó a Estados Unidos en 1989 y residió allí en 1990. En Nueva York puso en escena la obra Burying Molière de John Strand.
En 1992 recibió el premio Hors les murs de la Villa Médicis de Roma. Ese año tuvo una beca para residier en  Alejandría (Egipto) entre enero y junio, donde escribió las obras John and Mary y Les Dialogues.